# Всадник с молнией в руке
«Всадник с молнией в руке» — советский фильм 1975 года режиссёра Хасана Хажкасимова.

## Сюжет
Сюжет основан на реальной биографии первооткрывателя вольфрамового месторождения в Кабардино-Балкарии, положившего начало городу Тырныауз, студентки-геолога комсомолки Веры Флёровой. Он повествует о пионерах геологоразведки на Кавказе и страстной, но трагической любви.
Начало 1930-х годов. В Кабардино-Балкарию прибывает экспедиция геологов из Москвы. Младший сотрудник экспедиции — студентка Наташа — искренне любит своё дело и мечтает открыть богатства недр Кавказа на благо всех людей. Но в экспедиции романтичную девушку всерьёз не воспринимают, постоянно подтрунивая над её неопытностью и юностью. Экспедицию не пускают в горы — там орудует банда, но комсомолку не остановит ни напугавшее видение всадника с молнией в руке, ни суеверия горцев, ни уж тем более какая-то кавказская банда. Не знающая местных обычаев, постоянно попадающая в нелепые ситуации, но доверчивая и любящая людей девушка найдёт друзей даже среди врагов. Наташа и её помощник-проводник, балкарский кузнец Эльберд, влюбляются друг в друга, но свято чтут местные традиции и не могут быть вместе. Эти традиции велят защищать гостей — даже чужих, даже врагов… Приняв бандита Астемирова в доме, брат Эльберда не может его выдать милиции и погибает вместе с ним. Идя к своей мечте, погибнет и Наташа, навсегда оставшись в этих горах своей, сама став горой — оставшись вечно молодой.

## В ролях
— Пойдёте с нами в экспедицию?

— Нет, нам нельзя, без нас овцы будут скучать.
— Неделя срок долгий. Бог за неделю мир сотворил, правда, немного не доделал.

— Ничего, мы доделаем.
— И эта будет искать?! Что такая найдёт? Ну... может жениха найдёт, парни у нас красивые.
— Хочешь я тебе переведу что они толковали? Этот говорит: «Ох, красивая девушка», а тот ему — «Это точно, да уж больно нахальная».
— У тебя муж есть? И не будет у такой.
— Обычаи обычаями, а я комсомолец.
— 17 лет тебе, а ишак и тот умнее.
— Ну что, джигиты, сидите, штаны протираете.
— Золота на Кавказе нет, это мы ещё на первом курсе проходили.
— У меня ведь вообще ненормальный характер, знаешь, меня когда в пионеры приняли, я ведь три дня галстук не снимала. 
— Ерундистика какая-то, просто средневековье.
— Смотри, сегодня Эльбрус хорошо видно.

— «Две вершины, как девичьи груди…»

— Не надо так выражаться! Девушка, а такие слова говоришь!

— Это же стихи.
— Я где-то читала, что после этого парень и девушка не могут пожениться.

— Не говори глупостей. Спи. Это совсем другой обычай — у грузин.
— Чужая, но хорошая, знает, что такое честь.
— Нужна тебе жена — возьми коня, друзей и умыкны.
— Ну что ты мелешь, ну тебе бы понравилось если б тебя украла какая-нибудь.
— Всё что было советские забрали, теперь и камни хотят забирать, одни облака оставят.

— Всё оставят, ещё и своё дадут.
— Каждый старый обычай когда-то был новым, вот и он новый обычай завёл.
- Татьяна Кулиш — Наташа, геолог (прототип — Вера Флёрова)
- Расим Балаев — Эльберд, кузнец, проводник
- Суфьян Соблиров — Андзор, брат Эльберда
- Виктор Авдюшко — Андрей Дмитриевич, геолог
- Мухадин Секреков — Бейбулатов, председатель колхоза
- Борис Кудрявцев — Самсон Иванович, раскулаченный казак, проводник
- Барасби Мулаев — Астемиров, бандит
- Магомет Кучуков— Кукужинов, селянин-единоличник
- Али Тухужев — старик

В эпизодах: Куна Дышекова, Пётр Тимофеев, Мухарбек Аков и другие.

## Съёмки
Павильонные съемки проходили в Москве на студии им. Горького, а натурные велись в Кабардино-Балкарии: в селе Булунгу и Верхнем Чегеме.

## О фильме
Фильм знаковый для Кабардино-Балкарии, занимает 17 строчку в ТОП-75 фильмов о Кавказе, снятых в СССР и России, начиная с 1920-х годов. В 2019 году режиссёр Андзор Емкужа назвал этот фильм, наряду с фильмом «Раненые камни», — обязательным к просмотру фильмом о Кавказе.
Название фильма — «Всадник с молнией в руке» — поэтический образ Кабардино-Балкарии: «Тот дух нации, что у всех народов проявляется в вечном движении вперед», основанный на предании, что когда-то черкесы лучшими считали шашки, закаленные на ветру: кузнец брал ещё не остывшую полосу стали, садился на коня и скакал во весь опор — «мотивом преодоления пройдет всадник через весь фильм».
Стихотворение которое читает героиня: «Две вершины, как девичьи груди…», видимо, стихотворение «С оказией на Кавказе» Михаила Зенкевича.